# 君塚大輔
君塚 大輔（きみづか だいすけ、1983年1月5日 - ）は、神奈川県横須賀市出身のプロバスケットボール選手である。ポジションはシューティングガード、スモールフォワード。190cm、83kg。

## 来歴
5歳頃の時にバスケットボールを始める。田浦中学校を卒業後、県内の名門横浜商大高に進学。同級生である蒲谷正之と共に1年生の時からレギュラーを取り、2年生の時には共にスタメンとしてコンビを組み、同校を3年ぶりのインターハイに導くも1回戦で福岡商業に73vs75で惜敗(この試合、君塚は14点)。同年のウィンターカップにも3年ぶりに同校を導き、2回戦に進出。新潟商業に敗れるも君塚自身は17点と活躍。3年生となった2000年、再びインターハイに出場し、今度は見事3回戦まで進出し、ベスト16入りを果たすも、小林高校に惜敗(君塚はこの試合チーム最多の21点)。

高校卒業後、順天堂大学に進学。4年時の関東大学リーグ2部Aグループで得点王（427点）となる。
卒業後の、2005年に大分ヒートデビルズからドラフト全体20位で指名を受け入団。
2005-2006シーズンシーズン終盤の怪我などもありサブが多いものの2シーズン目にはプレイオフ進出に貢献。
2007-2008シーズンではポイントでの起用が増えチームの勝利に貢献。
試投数・成功数はリーグ基準に満たなかったものの3ポイントシュート成功率は52.8%を記録。
これはチームメイトである鈴木裕紀が記録した50.4%のリーグ年間1位の記録を上回る。
2008-2009シーズン、大分ヒートデビルズの指揮をとる小川忠晴HCやチームメイト、関係者などは以前より存在能力の高さを認めている。
チャレンジ!おおいた国体バスケットボール成年男子大分県選手団として与那嶺翼、佐藤博紀と参加が決定。
2010年、ライジング福岡に移籍する。
2011年オフ、ライジング福岡のプロテクトから外れ退団。